# Frank Hoste
Frank Hoste (Gent, 29 augustus 1955) is een voormalig Belgisch wielrenner die in de jaren 80 gold als een sterke sprinter. In de Ronde van Frankrijk van 1984 won hij de groene trui.
Tijdens de Ronde van Frankrijk is hij co-commentator in Sporza Tour op Radio 1, samen met Christophe Vandegoor. Ook is hij koersdirecteur van Gent-Wevelgem.

## Belangrijkste overwinningen
1978
- GP Denain

1981
- Dwars door Vlaanderen

1982
- Gent-Wevelgem
- Belgisch kampioen op de weg, profs
- 3e etappe vierdaagse van Duinkerken
- Eindklassement Vierdaagse van Duinkerke
- 8e etappe Ronde van Frankrijk

1983
- 5e etappe deel A Ruta del Sol
- 5e etappe deel B Ruta del Sol
- 2e etappe Vuelta Valenciana
- 3e etappe Vuelta Valenciana
- 2e etappe 3 daagse De Panne
- 16e etappe deel A Ronde van Italië
- 1e etappe Ronde van Zwitserland
- 2e etappe Ronde van Zwitserland
- 8e etappe Ronde van Zwitserland
- 3e etappe Ronde van Catalonië

1984
- 1e etappe Ronde van Frankrijk
- 6e etappe Ronde van Frankrijk
- 21e etappe Ronde van Frankrijk
- Puntenklassement Ronde van Frankrijk
- 2e etappe Ronde van Aragon
- 4e etappe Ronde van Aragon
- Hasselt-Spa-Hasselt
- GP van Wallonië

1985
- 5e etappe Ruta del Sol
- 6e etappe Ronde van Italië

1986
- 15e etappe Ronde van Frankrijk
- GP Kanton Aargau Gippingen
- 1e etappe Ronde van Catalonië
- 3e etappe Ronde van Catalonië

1988
- 4e etappe deel A Ronde van Luxemburg

## Resultaten in voornaamste wedstrijden
| Jaar | Ronde van Italië | Ronde van Frankrijk | Ronde van Spanje |
| ---- | ---------------- | ------------------- | ---------------- |
| 1978 |                  |                     |                  |
| 1979 |                  |                     |                  |
| 1980 |                  | opgave              |                  |
| 1981 |                  | 95e                 |                  |
| 1982 |                  | opgave (1)          |                  |
| 1983 | 114e (1)         |                     |                  |
| 1984 |                  | 100e (3)            |                  |
| 1985 | 117e (1)         |                     |                  |
| 1986 | 136e             | 116e (1)            |                  |
| 1987 | 119e             | opgave              |                  |
| 1988 |                  | 124e                |                  |
| 1989 | 125e             | uitgesloten         |                  |
| 1990 |                  |                     |                  |

| Jaar | Milaan-San Remo | Gent-Wevelgem | Ronde van Vlaanderen | Parijs-Roubaix | Amstel Gold Race | Luik-Bast.‑Luik | Omloop Het Volk | Parijs-Brussel | Dwars door Vlaanderen |  | WK op de weg |  | Wereldranglijsten |
| ---- | --------------- | ------------- | -------------------- | -------------- | ---------------- | --------------- | --------------- | -------------- | --------------------- |  | ------------ |  | ----------------- |
| 1978 |                 |               |                      |                |                  |                 |                 |                | Zilver                |  |              |  |                   |
| 1979 |                 | 19e           |                      |                |                  | 34e             | Brons           | 23e            |                       |  |              |  |                   |
| 1980 | 22e             | 42e           | 14e                  | 21e            |                  |                 |                 | 22e            |                       |  |              |  |                   |
| 1981 |                 | 25e           |                      | 11e            |                  |                 | 4e              |                | Goud                  |  | 25e          |  |                   |
| 1982 |                 | Goud          | 46e                  | 30e            |                  |                 |                 | 33e            |                       |  | 25e          |  | 13e (SPP)         |
| 1983 |                 | Brons         | 24e                  | 8e             |                  |                 | 13e             |                |                       |  |              |  |                   |
| 1984 | 39e             |               | 28e                  |                |                  |                 |                 |                |                       |  |              |  |                   |
| 1985 |                 |               |                      |                |                  |                 |                 | 50e            |                       |  |              |  |                   |
| 1986 |                 |               |                      | 14e            | 11e              |                 |                 | 11e            |                       |  |              |  |                   |
| 1987 | 143e            |               |                      | 28e            |                  |                 |                 |                |                       |  |              |  |                   |
| 1988 |                 | 20e           | 39e                  | 22e            | 68e              | 60e             |                 |                |                       |  |              |  |                   |
| 1989 |                 |               |                      |                |                  |                 |                 | 7e             |                       |  |              |  |                   |
| 1990 |                 |               |                      |                |                  |                 |                 | 41e            |                       |  |              |  |                   |